# James Haven Voight
James Haven Voight (Los Angeles, 11 de maio de 1973) é um ator, e cineasta norte-americano.
É irmão da atriz Angelina Jolie e filho dos atores Jon Voight e Marcheline Bertrand.

## Filmografia
Ator
- 1998 - Gia
- 1998 - Hell's Kitchen
- 1999 - Scrapbook
- 2001 - Original Sin
- 2001 - Monster's Ball
- 2002 - Ocean Park
- 2003 - Hunting of Man
- 2004 - CSI: Crime Scene Investigation (1 Episódio)
- 2004 - Bent-a-Person
- 2004 - Breaking Dawn
- 2006 - Stay Alive
- 2007 - Validation
- 2007 - The Game
- 2012 - Deep in the Heart
- 2014 - Easy Silence

Produtor
- 2005 - Trudell
- 2014 - That's Our Mary
- 2014 - Easy Silence

Diretor
- 2015 - Court of Conscience